# Barthélémy Toguo
Barthélémy Toguo, pintor camerunés nacido en 1967. Vive entre  París y Bandjoun.

## Biografía
Después de estudiar Bellas Artes en Abiyán en Costa de Marfil, asistió a la École supérieure d'Art de Grenoble y más tarde su formación continuaría en la Kunstakademie de Düsseldorf.
También ha trabajado otras técnicas como el vídeo, la fotografía, la escultura, etc.
Como parte de la FIAC 2007, una de sus obras,"En el Punto de la Mira", ha sido expuesta en el jardín de las Tullerías en París.
En octubre de 2021, la directora general de la UNESCO, Audrey Azoulay, nombró a Barthélémy Toguo, Artista de la UNESCO por la Paz.